# Boško Buha
Boško Buha (en alfabet ciríl·lic serbi: Бошко Буха; Gradina (Virovitica), 1926 - Jabuka (Prijepolje), 28 de novembre de 1943), va ser un partisà comunista que va lluitar a Iugoslàvia contra els nazis durant la Segona Guerra Mundial, i va ser una icona de la resistència iugoslava.
Va rebre el títol d'Heroi Nacional de Iugoslàvia el 20 de desembre de 1951. Està enterrat a l'Avinguda dels ciutadans distingits del Nou Cementiri de Belgrad.

## Biografia

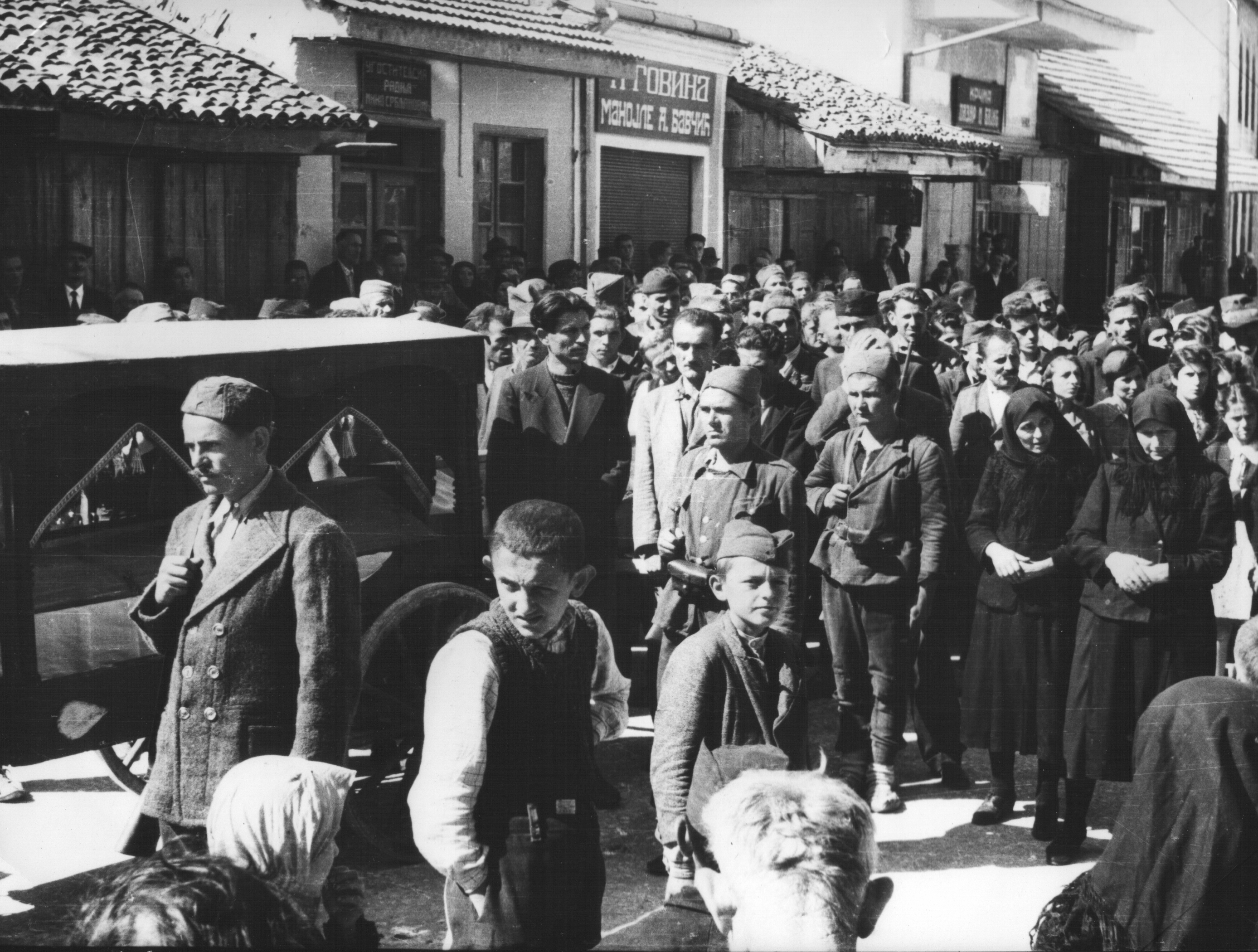
Boška Buhe a Pljevlja, 1943

Boško Buha va néixer el 1926, a Eslavònia, al llogaret de Gradina, prop de Virovitica. Formava part d'una família de camperols pobres que es van establir a la regió de Podravina després de la Primera Guerra Mundial. Després dels seus primers estudis, Boško Buha va romandre al seu poble i es va dedicar a l'agricultura.
El 1941, després de la invasió de Iugoslàvia i l'ocupació del regne per les forces de l'Eix, es va crear l'estat independent de Croàcia i la família de Boško Buha, com moltes famílies d'origen serbi, es va convertir en la objectiu de l'Ústaixa i va haver de refugiar-se a Sèrbia, a la regió de Mačva.

A l'estiu de 1941, Boško Buha, amb 15 anys, es va inscriure en el destacament de partisans de Mačva. Malalt, va ser admès a l'Hospital dels Partisans la República d'Užice. Després de la retirada dels partisans de Sandžak, Boško Buha es va unir al destacament de partisans d'Užice i, després de la formació va formar part de la Segona Brigada Proletària, l'1 de març de 1942 a Čajniče. Boško va formar part d'aquesta brigada com a membre del 4t batalló d'Užice. Boško Buha va representar a la brigada en el primer congrés de la Lliga Juvenil antifeixista de Iugoslàvia (Ujedinjeni savez antifašističke omladine Jugoslavije, abreujat USAOJ), que es va celebrar al desembre de 1942 a la República de Bihać alliberada dels nazis. Llavors, als setze anys, de constitució fràgil, va pujar a la tribuna i va pronunciar un discurs que va començar així: 
| « | Us diré, camarades, com atacarem els búnquers | » |

 El seu pla va despertar l'entusiasme dels delegats, i Josip Broz Tito, que va assistir al congrés, es va aixecar per felicitar-lo.
Boško Buha va participar en la batalla del Neretva i en la batalla del Sutjeska. Va ser assassinat el 28 de setembre de 1943 a prop de Jabuka, prop de Prijepolje, en una emboscada organitzada pels txètniks.

## Commemoracions
El 1964, es va construir a Jabuka el Memorial Boško Buha; actualment està inscrit a la llista de llocs memorials d'importància excepcional de la República de Sèrbia.
Moltes escoles primàries porten el seu nom. El Teatre Boško Buha de Belgrad, un escenari destinat als nens creat l'any 1950, va ser anomenat així en el seu honor.
El 1978, el director Branko Bauer va realitzar una pel·lícula anomenada Boško Buha sobre la seva vida.